# アルベルト・ブロッホ
アルベルト・ブロッホ（Albert Bloch、1882年8月2日アメリカ合衆国ミズーリ州セントルイス – 1961年12月9日、アメリカ合衆国カンザス州ローレンス）はドイツ系アメリカ人の画家、翻訳家。

## 生涯と作風

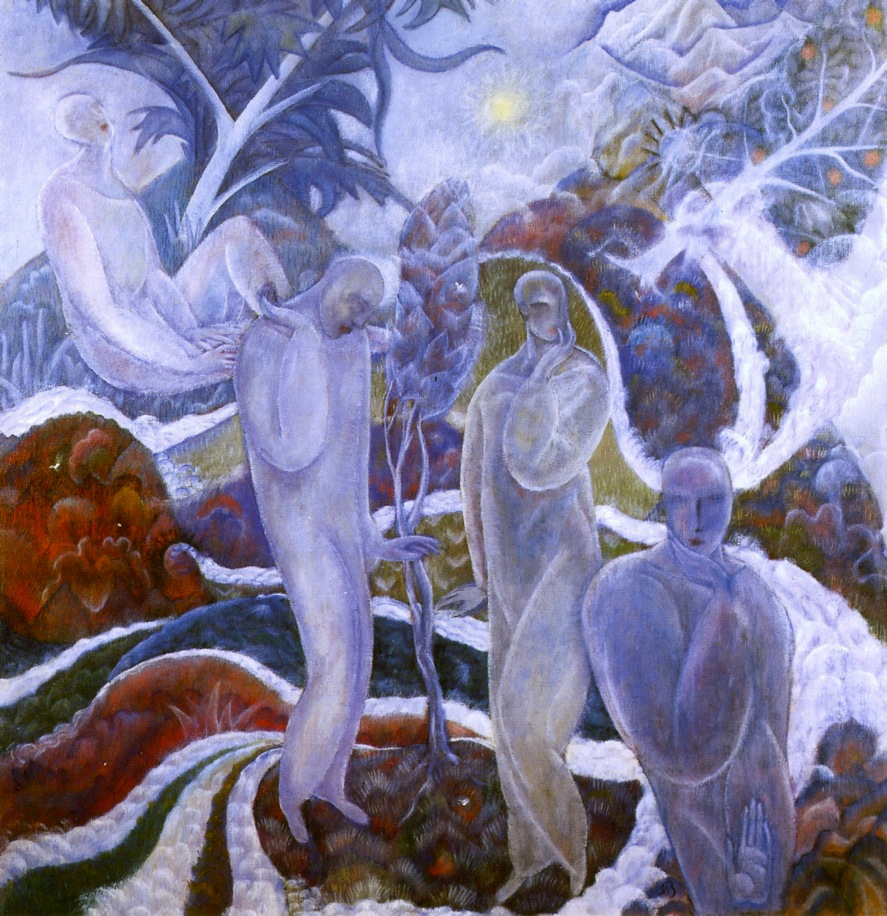
Summer Night（1916年作）

ブロッホの両親は1869年にボヘミアからアメリカ合衆国に移り住んだ。ブロッホはアメリカでセントルイス美術学校へ入学し、そのかたわら「ザ・ミラー」紙のイラストレーターとして働いた。このときの彼の作風はユーゲントシュティルを特徴としていた。1908年以降彼はミュンヘンに住み、そこで芸術家サークル青騎士に加わった。また、シュトゥルム画廊によって欧州全土で彼の展覧会が催されている。
彼の絵は、風景や町の様子、肖像画、サーカスの様子を多く主題としたが、キュビスムへとスタイルを変えていった。ブロッホは1921年に合衆国へ戻り、1923年にはカンザス大学で教授職を得た。1961年、彼はカンザスで亡くなった。
また翻訳家としてブロッホは、カール・クラウスやフランツ・ヴェルフェル、ゲーテの作品を英訳している。